# Ti i ja
Ti i ja je studijski album Zdravka Čolića objavljen 1975. godine.
 

## Vanjske poveznice
- Ti i ja na stranici Discogs